# Crupilly
Crupilly est une commune française située dans le département de l'Aisne en région Hauts-de-France.

## Géographie
La commune est limitrophe de cinq communes différentes.
| Lavaqueresse | Chigny   |        |
| Malzy        | Crupilly | Chigny |
|              | Malzy    |        |

### Hydrographie
La commune est située dans le bassin Seine-Normandie. Elle est drainée par le ruisseau du Brule et un autre petit cours d'eau,.

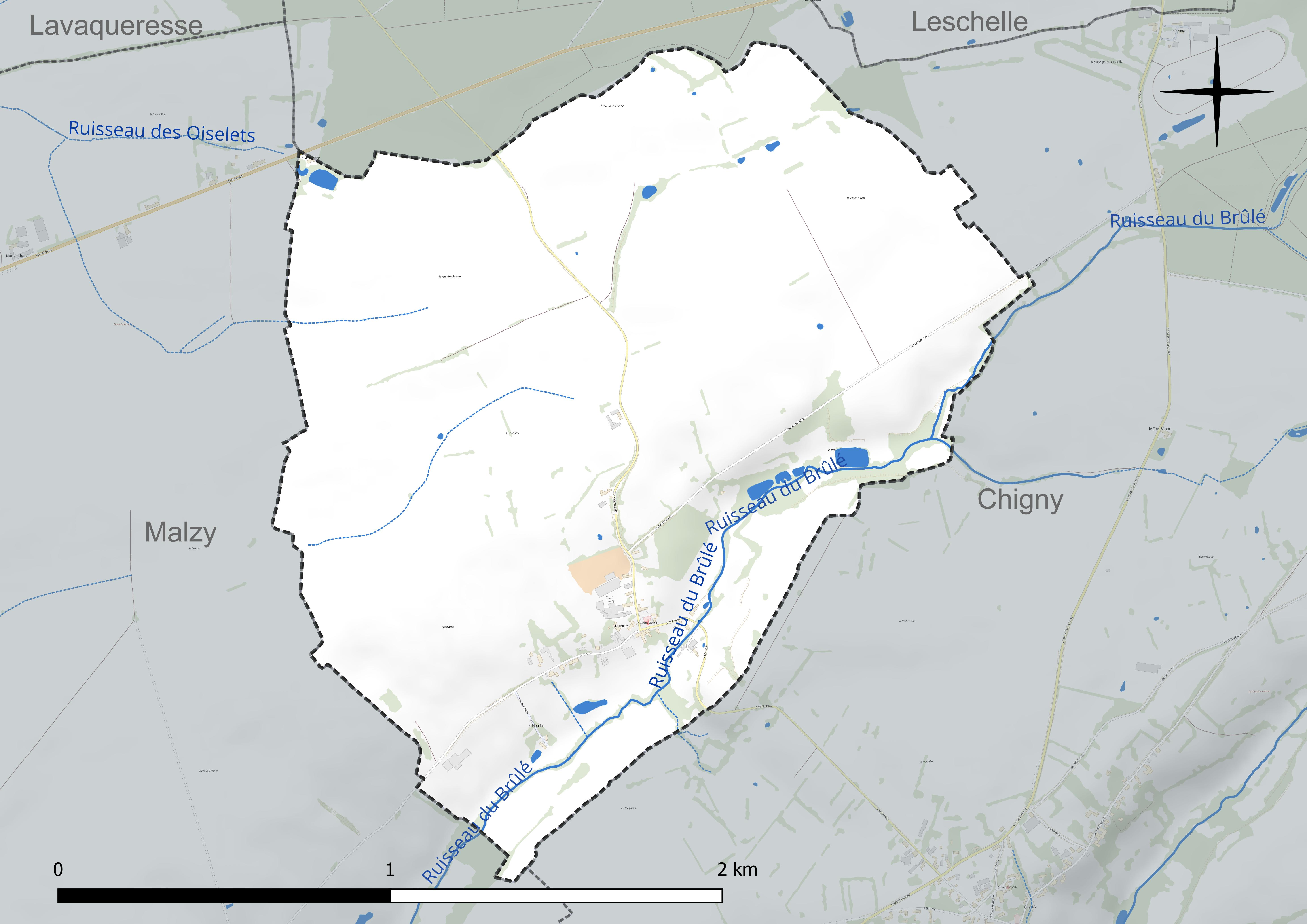
Réseau hydrographique de Crupilly.

### Climat
Pour des articles plus généraux, voir Climat des Hauts-de-France et Climat de l'Aisne.
En 2010, le climat de la commune est de type climat des marges montargnardes, selon une étude du CNRS s'appuyant sur une série de données couvrant la période 1971-2000. En 2020, Météo-France publie une typologie des climats de la France métropolitaine dans laquelle la commune est exposée à un climat océanique altéré et est dans la région climatique Nord-est du bassin Parisien, caractérisée par un ensoleillement médiocre, une pluviométrie moyenne régulièrement répartie au cours de l'année et un hiver froid (3 °C).
Pour la période 1971-2000, la température annuelle moyenne est de 10 °C, avec une amplitude thermique annuelle de 15,1 °C. Le cumul annuel moyen de précipitations est de 850 mm, avec 12,8 jours de précipitations en janvier et 9,7 jours en juillet. Pour la période 1991-2020, la température moyenne annuelle observée sur la station météorologique la plus proche, située sur la commune de Fontaine-lès-Vervins à 13 km à vol d'oiseau, est de 10,5 °C et le cumul annuel moyen de précipitations est de 826,3 mm,. Pour l'avenir, les paramètres climatiques de la commune estimés pour 2050 selon différents scénarios d'émission de gaz à effet de serre sont consultables sur un site dédié publié par Météo-France en novembre 2022.

## Urbanisme

### Typologie
Au 1er janvier 2024, Crupilly est catégorisée commune rurale à habitat très dispersé, selon la nouvelle grille communale de densité à 7 niveaux définie par l'Insee en 2022.
Elle est située hors unité urbaine et hors attraction des villes,.

### Occupation des sols
L'occupation des sols de la commune, telle qu'elle ressort de la base de données européenne d'occupation biophysique des sols Corine Land Cover (CLC), est marquée par l'importance des territoires agricoles (99,8 % en 2018), une proportion identique à celle de 1990 (99,8 %). La répartition détaillée en 2018 est la suivante : 
terres arables (64,9 %), prairies (31 %), zones agricoles hétérogènes (3,9 %), forêts (0,2 %).
L'évolution de l'occupation des sols de la commune et de ses infrastructures peut être observée sur les différentes représentations cartographiques du territoire : la carte de Cassini (XVIIIe siècle), la carte d'état-major (1820-1866) et les cartes ou photos aériennes de l'IGN pour la période actuelle (1950 à aujourd'hui).

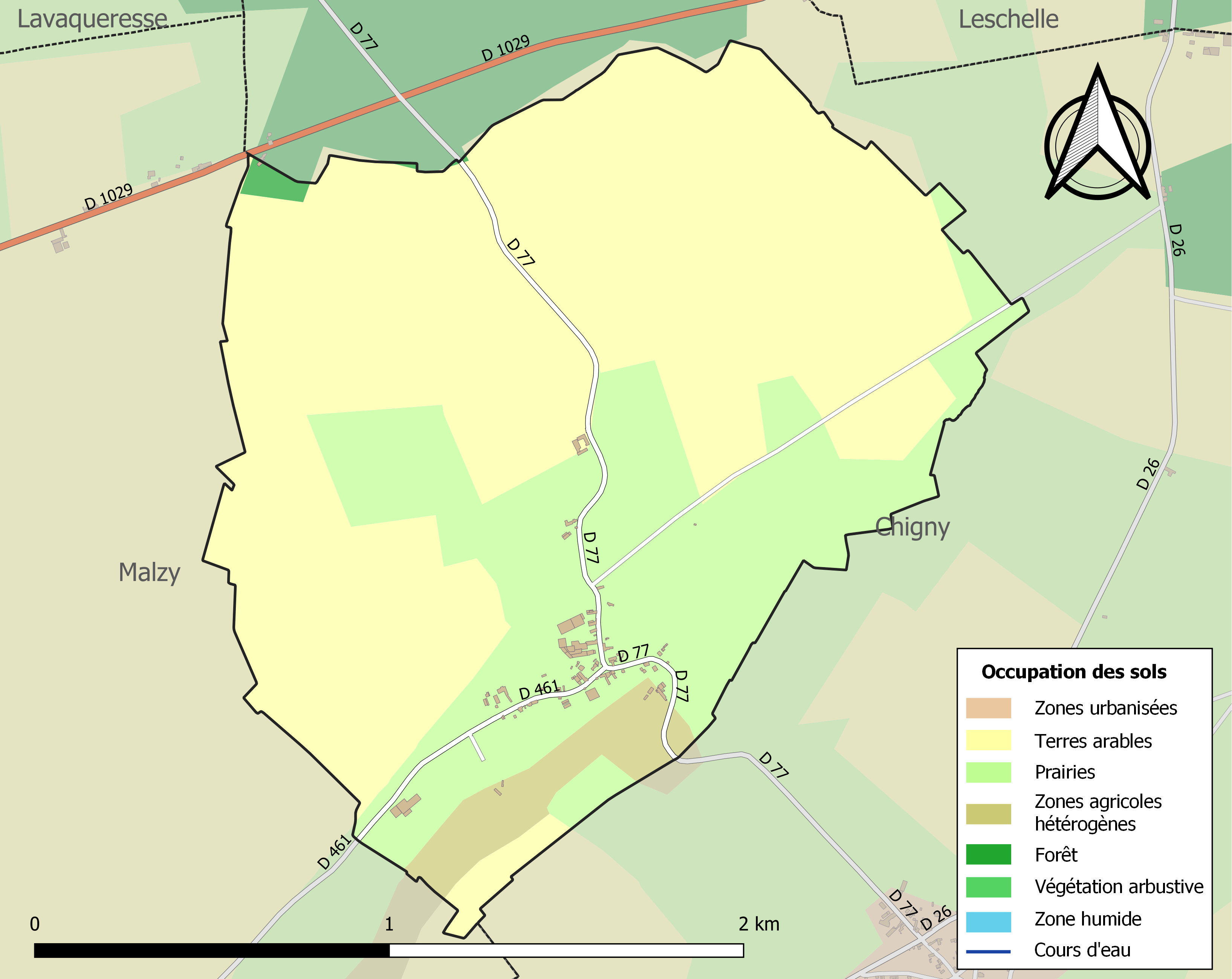
Carte des infrastructures et de l'occupation des sols de la commune en 2018 (CLC).

## Toponymie
Attesté sous la forme latinisée Crupeliacum en 1169.
Du nom d'homme gaulois *Cruppellius, suivi du suffixe -acum.

## Histoire
Crupilly a été de tout temps un hameau de Chigny érigé en fief. La seigneurie dépendait des ducs de Guise. Le hameau est devenu paroisse au XVe siècle.
En 1906, à l'initiative du maire - M. Baron - fut créée la première coopérative laitière en Thiérache : 14 éleveurs se sont associés pour la fabrication et la commercialisation du maroilles.
Le 6 novembre 1918, le 11e régiment d'infanterie libère le village occupé depuis quatre années. Les poilus n'ayant pas de provisions du fait de leur avancée rapide et de la difficulté au ravitaillement de passer l'Oise à Guise, la population va offrir de quoi manger à ces affamés et faire montre d'une grande joie pour les libérateurs.

## Politique et administration

### Découpage territorial
La commune de Crupilly est membre de la communauté de communes Thiérache Sambre et Oise, un établissement public de coopération intercommunale (EPCI) à fiscalité propre créé le 1er janvier 2017 dont le siège est à Guise. Ce dernier est par ailleurs membre d'autres groupements intercommunaux.
Sur le plan administratif, elle est rattachée à l'arrondissement de Vervins, au département de l'Aisne et à la région Hauts-de-France. Sur le plan électoral, elle dépend du  canton de Guise pour l'élection des conseillers départementaux, depuis le redécoupage cantonal de 2014 entré en vigueur en 2015, et de la troisième circonscription de l'Aisne  pour les élections législatives, depuis le dernier découpage électoral de 2010.

### Administration municipale
Le nombre d'habitants de la commune étant inférieur à 100, le nombre de membres du conseil municipal est de 7.

#### Liste des maires
| Période                                  | Période                       | Identité                  | Étiquette | Qualité                                                    |
| ---------------------------------------- | ----------------------------- | ------------------------- | --------- | ---------------------------------------------------------- |
| 1742                                     |                               | Pierre Floquet            |           |                                                            |
| 1796                                     |                               | Joseph Dieux              |           |                                                            |
| 1812                                     |                               | Pierre Derbecq            |           |                                                            |
| 1831                                     | 1847                          | Jean-François Delaby      |           |                                                            |
| 1848                                     | 1851                          | Jean Louis Tordeux        |           |                                                            |
| 1852                                     | 1855                          | Jean-Baptiste Lemux       |           |                                                            |
| 1855                                     | 1870                          | Jean Louis Désiré Tordeux |           |                                                            |
| 1870                                     | 1892                          | Louis Joseph Bondon       |           |                                                            |
| 1892                                     | 1919                          | Louis Eugène Baron        |           |                                                            |
| 1919                                     | 1932                          | Edmond Lefèbvre           |           |                                                            |
| 1932                                     | 1940                          | Louis Valliet             |           |                                                            |
| 1941                                     | 1942                          | Norbert Philippe          |           |                                                            |
| 1943                                     | 1945                          | Louis Valliet             |           |                                                            |
| 1946                                     | 1964                          | Emile Soulier             |           |                                                            |
| 1965                                     | 1982                          | Gaston Baron              |           |                                                            |
| 1982                                     | 1982                          | Norbert Monfront          |           |                                                            |
| mars 1982                                | mars 1994                     | Josiane Coquizart         |           |                                                            |
| mars 1994                                | mars 2008                     | Christine Watremez        | FN        |                                                            |
| mars 2008                                | En cours (au 12 juillet 2020) | Odile Valliet             | DVD       | Retraité de l'enseignement Réélue pour le mandat 2020-2026 |
| Les données manquantes sont à compléter. |                               |                           |           |                                                            |

## Démographie
L'évolution du nombre d'habitants est connue à travers les recensements de la population effectués dans la commune depuis 1793. Pour les communes de moins de 10 000 habitants, une enquête de recensement portant sur toute la population est réalisée tous les cinq ans, les populations de référence des années intermédiaires étant quant à elles estimées par interpolation ou extrapolation. Pour la commune, le premier recensement exhaustif entrant dans le cadre du nouveau dispositif a été réalisé en 2006.

En 2022, la commune comptait 64 habitants, en évolution de −3,03 % par rapport à 2016 (Aisne : −1,97 %, France hors Mayotte : +2,11 %).
| 1793 | 1800 | 1806 | 1821 | 1831 | 1836 | 1841 | 1846 | 1851 |
| ---- | ---- | ---- | ---- | ---- | ---- | ---- | ---- | ---- |
| 313  | 298  | 290  | 270  | 266  | 256  | 261  | 273  | 210  |

| 1856 | 1861 | 1866 | 1872 | 1876 | 1881 | 1886 | 1891 | 1896 |
| ---- | ---- | ---- | ---- | ---- | ---- | ---- | ---- | ---- |
| 193  | 186  | 171  | 155  | 162  | 158  | 147  | 133  | 130  |

| 1901 | 1906 | 1911 | 1921 | 1926 | 1931 | 1936 | 1946 | 1954 |
| ---- | ---- | ---- | ---- | ---- | ---- | ---- | ---- | ---- |
| 136  | 117  | 113  | 93   | 109  | 103  | 98   | 94   | 108  |

| 1962 | 1968 | 1975 | 1982 | 1990 | 1999 | 2006 | 2011 | 2016 |
| ---- | ---- | ---- | ---- | ---- | ---- | ---- | ---- | ---- |
| 91   | 87   | 64   | 63   | 76   | 64   | 56   | 71   | 66   |

| 2021 | 2022 | - | - | - | - | - | - | - |
| ---- | ---- | - | - | - | - | - | - | - |
| 64   | 64   | - | - | - | - | - | - | - |

## Culture locale et patrimoine
- L'église Saint-Michel de Crupilly, église fortifiée de Thiérache,
- Le lavoir en bordure du Brulé, construit par le duc d'Aumale.
- Le monument aux morts est commun à Crupilly et Chigny et se trouve à Chigny.

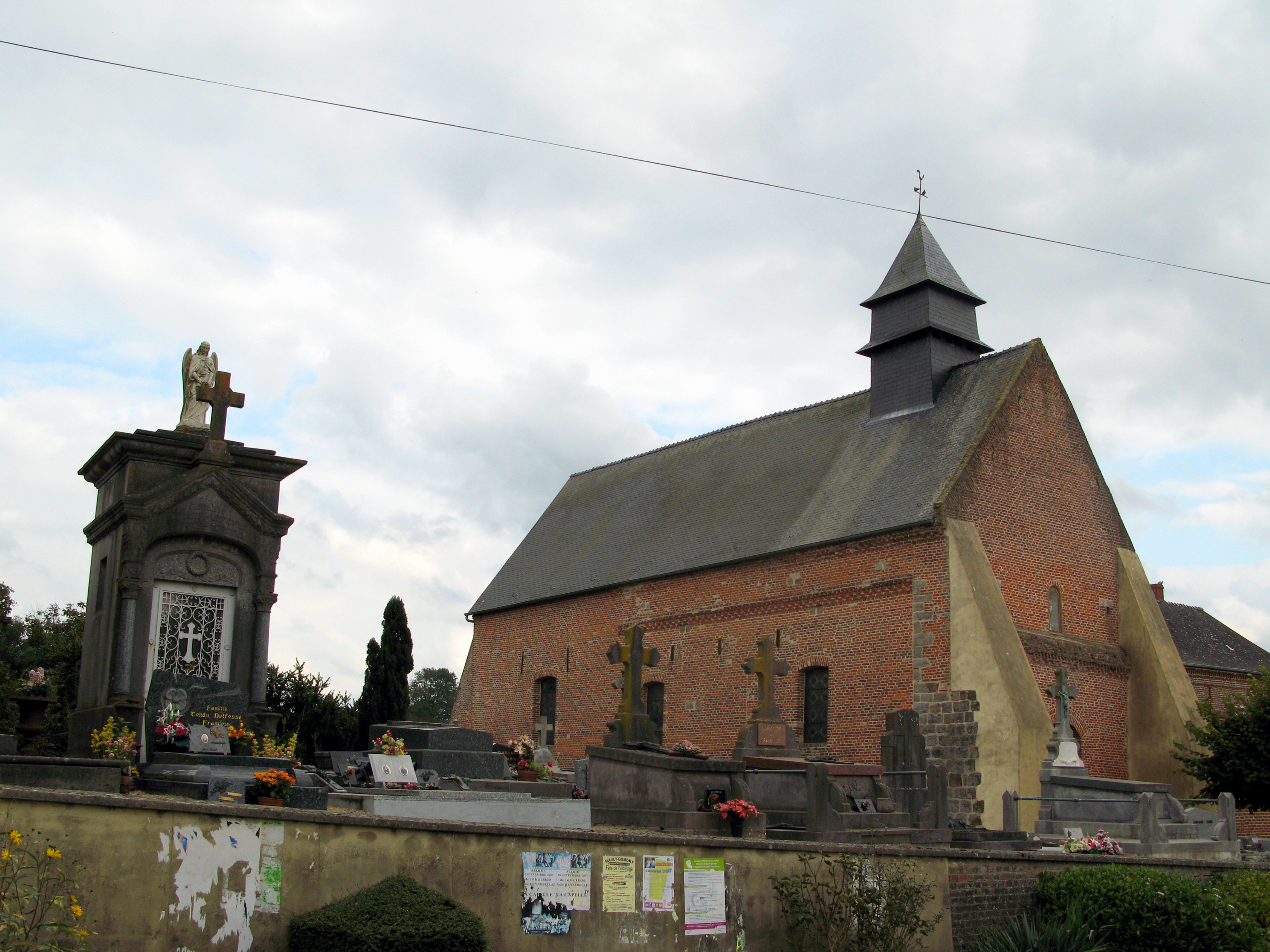
Cimetière et église.
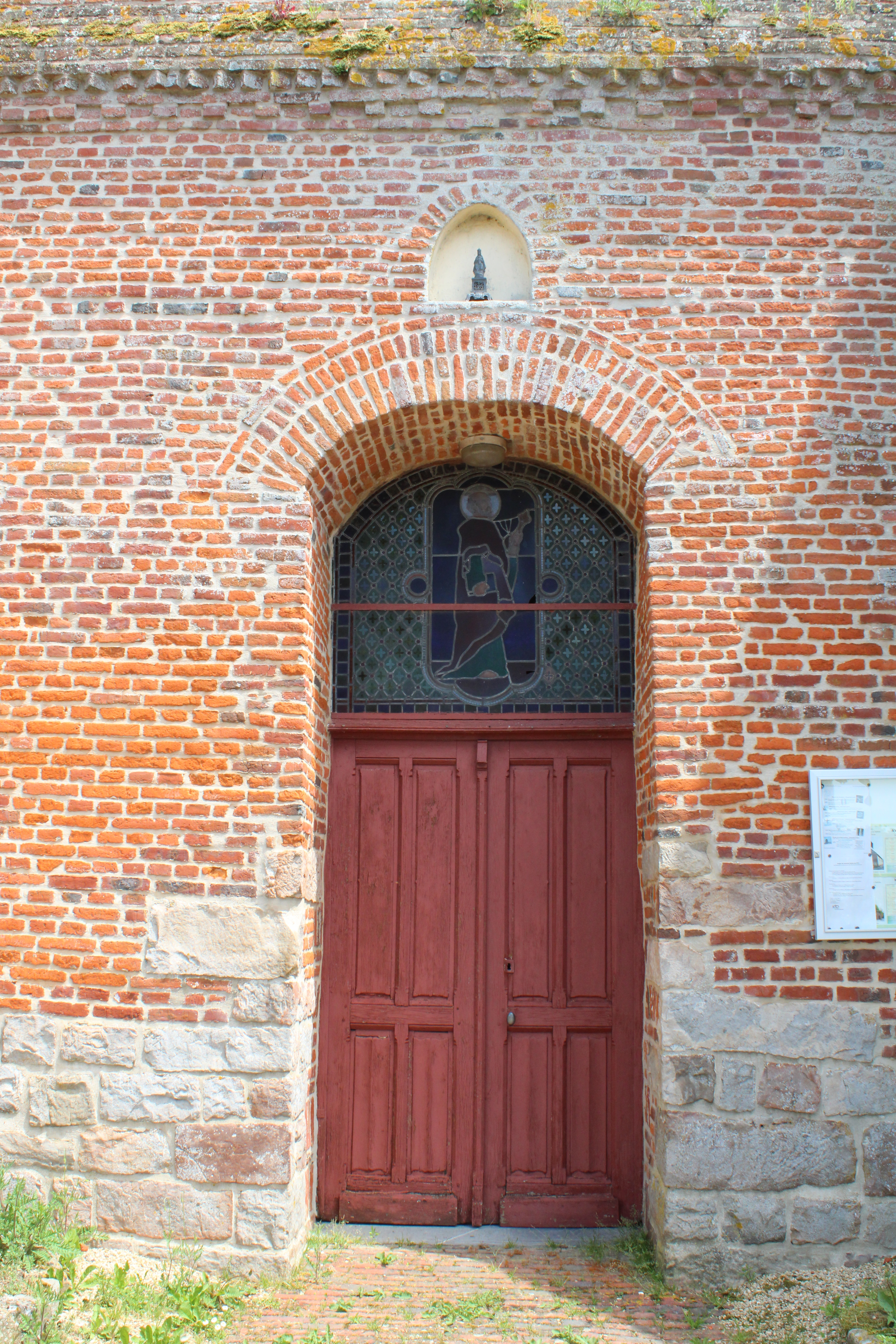
Façade de l'église.
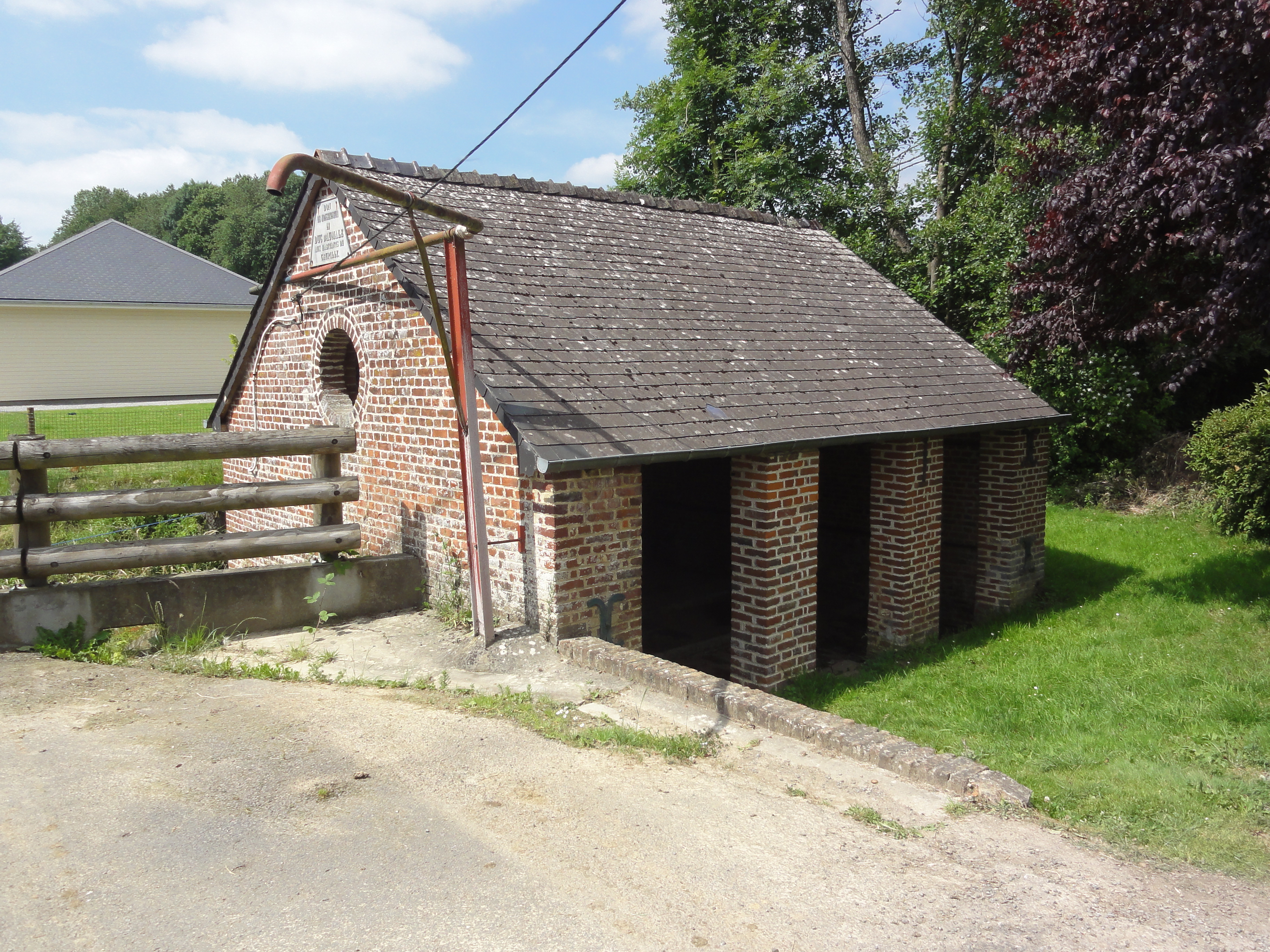
Le lavoir.
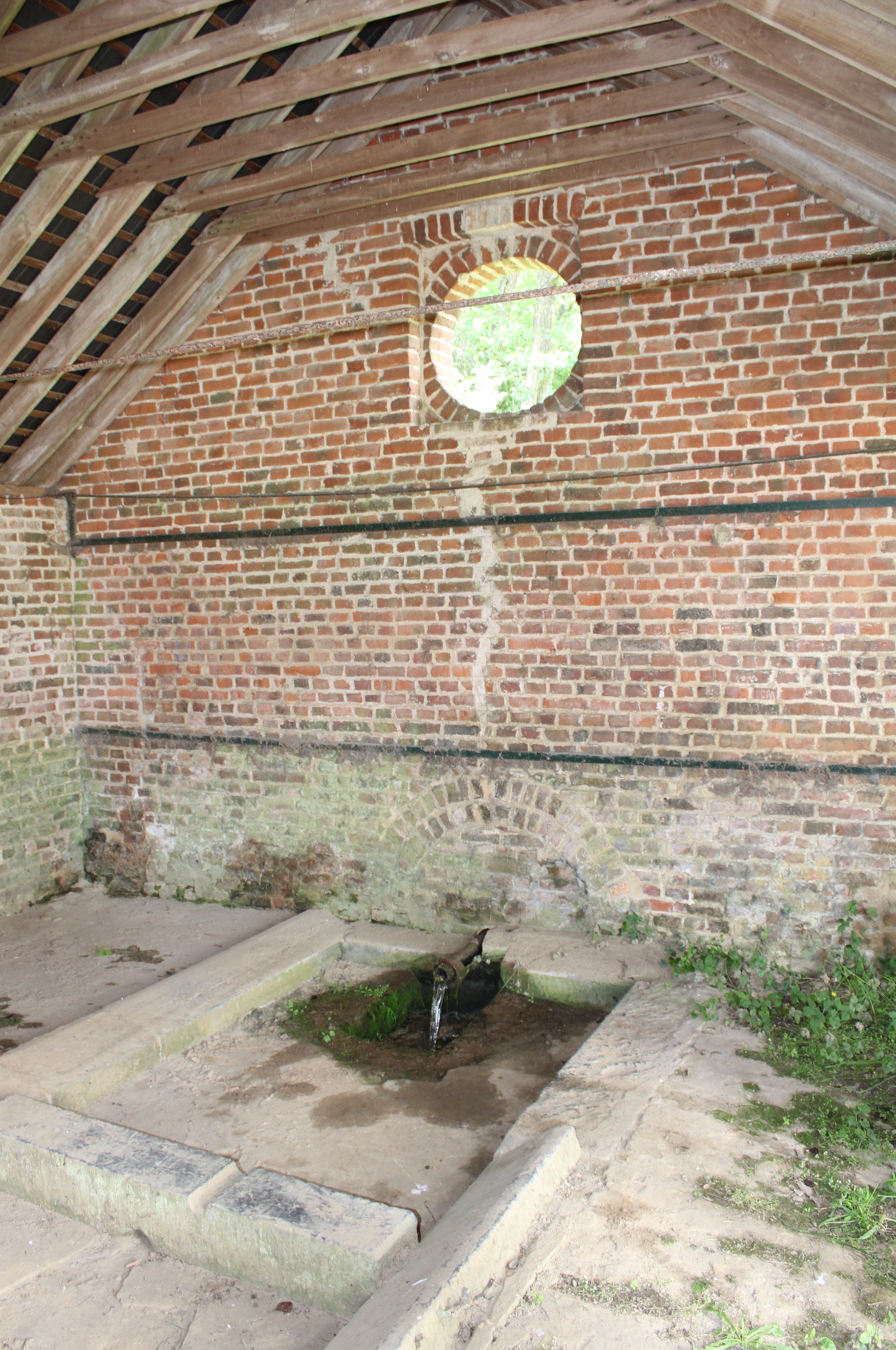
Intérieur du lavoir.
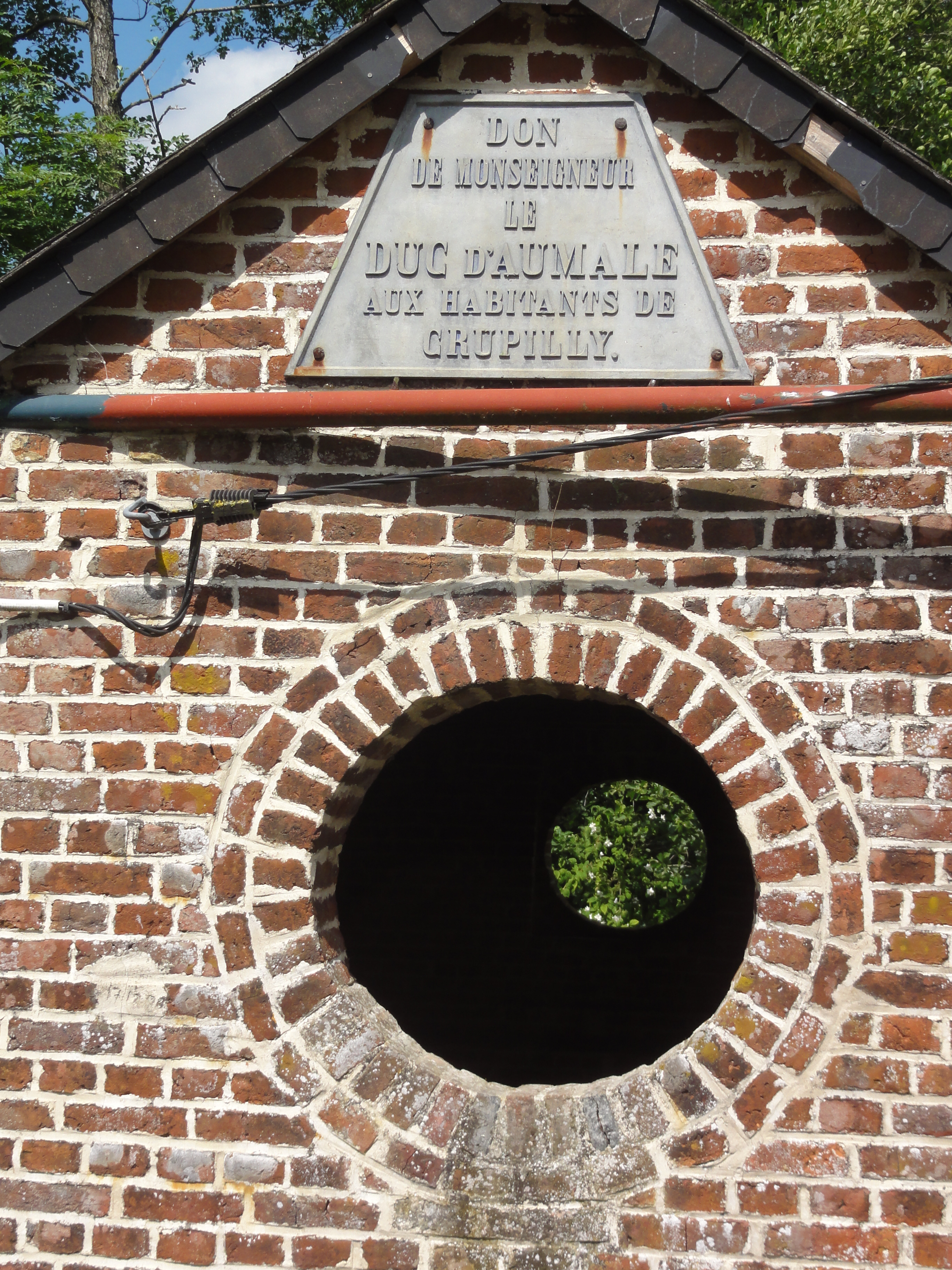
Plaquette du lavoir, commémorant le duc d'Aumale.

### Héraldique
Blason : de gueules, au chevron d'or accompagné de trois gerbes de blé d'or, deux en chef, une en pointe.

## Pour approfondir